# Promozione Sardegna 1954-1955
La Promozione fu il massimo campionato regionale di calcio disputato in Sardegna nella stagione 1954-1955.
A ciascun girone, che garantiva al suo vincitore la promozione in IV Serie a condizione di soddisfare le condizioni economiche richieste dai regolamenti, partecipavano sedici squadre, ed era prevista la retrocessione delle quattro peggio piazzate, anche se erano possibili aggiustamenti automatici per ripartire fra le appropriate sedi locali le squadre discendenti dalla IV Serie. Nel caso particolare, tuttavia, non essendo stata in grado la Lega Regionale Sarda di raccogliere sufficienti iscrizioni, per garantire comunque la regolarità di questo torneo a dodici squadre, si programmò la retrocessione delle ultime due classificate.

## Classifica finale
|  | Pos. | Squadra         | Pt  | G   | V   | N  | P   | GF  | GS  | DR  |
|  | ---- | --------------- | --- | --- | --- | -- | --- | --- | --- | --- |
|  | 1.   | Calangianus     | 33  | 22  | 14  | 5  | 3   | 58  | 19  | +39 |
|  | 2.   | Olbia           | 29  | 22  | 12  | 5  | 5   | 45  | 16  | +29 |
|  | 2.   | Ozierese        | 29  | 22  | 12  | 5  | 5   | 40  | 17  | +23 |
|  | 4.   | C.R.A.L. Marina | 29  | 22  | 12  | 5  | 5   | 36  | 19  | +17 |
|  | 5.   | Tharros         | 25  | 22  | 11  | 3  | 8   | 38  | 26  | +12 |
|  | 6.   | Gallura         | 24  | 22  | 10  | 4  | 8   | 34  | 27  | +7  |
|  | 7.   | Pol. Ilvarsenal | 23  | 22  | 11  | 1  | 10  | 25  | 43  | -18 |
|  | 8.   | Pol. Alghero,   | 19  | 22  | 6   | 7  | 9   | 15  | 27  | -12 |
|  | 9.   | C.U.S. Cagliari | 17  | 22  | 8   | 2  | 12  | 35  | 39  | -4  |
|  | 10.  | Pietro Nali     | 15  | 22  | 6   | 3  | 13  | 21  | 48  | -27 |
|  | 11.  | Bosa            | 13  | 22  | 5   | 3  | 14  | 19  | 49  | -30 |
|  | 12.  | Juve S.Giorgio  | 7   | 22  | 3   | 1  | 18  | 21  | 57  | -36 |
|  |      |                 | 264 | 264 | 110 | 44 | 110 | 387 | 387 | 0   |

Verdetti
- Calangianus promosso in IV Serie 1955-1956.
- Bosa e Juve San Giorgio retrocesse in Prima Divisione.